# TV-terror
TV-terror (original Stay Tuned) är en amerikansk långfilm från 1992, regisserad av Peter Hyams. Den är en svart komedi.

## Rollista
| John Ritter          | – Roy Knable          |
| Pam Dawber           | – Helen Knable        |
| Jeffrey Jones        | – "Spike"             |
| David Tom            | – Darryl Knable       |
| Heather McComb       | – Diane Knable        |
| Bob Dishy            | – Murray Seidenbaum   |
| Eugene Levy          | – Crowley             |
| Erik King            | – Pierce              |
| Don Calfa            | – Wetzel              |
| Susan Blommaert      | – Ducker              |
| George Gray          | – Mr. Gorgon          |
| Faith Minton         | – Mrs. Gorgon         |
| Don Pardo            | – Game Show Announcer |
| Lou Albano           | – Ring Announcer      |
| Hurby "Luv Bug" Azor | – Herby Azor          |
| Steve Azor           | – Steve Azor          |
| Salt-N-Pepa          | – Salt-N-Pepa         |